# George S. Myers

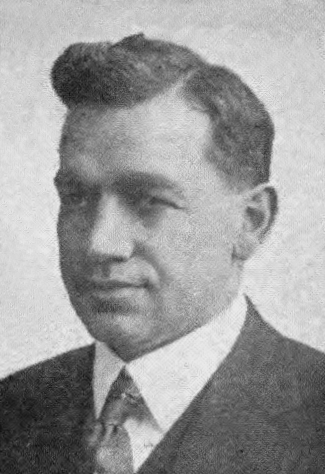
George S. Myers

George S. Myers (* 21. April 1881 in Rising Sun, Ohio; † 9. Mai 1940 in Columbus, Ohio) war ein US-amerikanischer Lehrer, Jurist und Politiker (Demokratische Partei). Er saß in der Ohio General Assembly und war von 1933 bis 1936 Secretary of State von Ohio.

## Werdegang
George S. Myers, Sohn von Hanna Neucome und Albert Myers, wurde im Sandusky County geboren. Er besuchte öffentliche Schulen und wurde im Alter von 16 Jahren Lehrer. Er unterrichtete sechs Jahre lang. 1903 schrieb er sich auf dem College of Wooster ein. Er begann dann 1907 Jura an der Western Reserve Franklin Thomas Backus School of Law zu studieren und machte dort 1910 seinen Abschluss. Seine Zulassung als Anwalt in Ohio erhielt er im selben Jahr. Von 1910 bis 1932 praktizierte er als Anwalt in Cleveland (Ohio). Daneben war er drei Jahre lang als Inspektor für Tanzhallen tätig.
Myers wurde 1916 und 1918 für das Cuyahoga County in das Repräsentantenhaus von Ohio gewählt und wiedergewählt. Nach dem Ende seiner Amtszeit 1921 nahm er in Cleveland wieder seine Tätigkeit als Anwalt auf. Myers scheiterte 1922 bei der Kandidatur für den 20. Kongresswahlbezirk von Ohio. Bei seiner Kandidatur für das Amt des Vizegouverneurs von Ohio erlitt er 1928 auch eine Niederlage. Danach kandidierte er 1930 erfolglos bei den demokratischen Vorwahlen für einen Sitz im US-Senat. Im November 1932 wurde er zum Secretary of State gewählt. Seine Amtszeit begann am 9. Januar 1933. Er wurde 1934 wiedergewählt.
1936 war er angehalten für das Amt des Gouverneurs von Ohio zu kandidieren, stattdessen kandidierte er für eine volle sechsjährige Amtszeit am Ohio Supreme Court. Myers gewann die Wahl. Er war der erste Kandidat, welcher mehr als eine Million Stimmen bei einer Wahl für das Supreme Court gewann. Seinen Sitz nahm er am 1. Januar 1937 ein und bekleidete diesen für den Rest seines Lebens. Myers war am 9. Mai 1940 einen vollen Arbeitstag am Gericht tätig, ging dann nach Hause, hatte dort einen Herzinfarkt und verstarb. Obwohl er ein Lutheraner war, fand seine Bestattung in der Trinity Episcopal Church (Columbus, Ohio) statt. Er wurde auf dem Trinity Cemetery in Rising Sun beigesetzt.
Myers heiratete 1915 Louise Birch aus Lexington (Kentucky). Das Paar hatte zwei Kinder. Er war ein Mitglied der Knights of Pythias.